# Consejo Presidencial Andino
El Consejo Presidencial Andino es la máxima autoridad de la Comunidad Andina, integrada por los Jefes de Estado de los países miembros. Se reúne anualmente en forma ordinaria y extraordinaria cuando sea necesario. La presidencia del Consejo corresponde anualmente uno de sus integrantes.
Fue creado el 23 de mayo de 1990 para formalizar las cumbres presidenciales realizadas para tratar temas de la Comunidad Andina. Se ha reunido periódicamente entre 1990-1991, 1995-2008, 2011 y 2019-2022.
Sus funciones son definir la política de integración, orientar las acciones de interés común y evaluar el desarrollo y resultados de la integración, reformar, organizar y coordinar las acciones de los organismos de la Comunidad Andina.

## Consejos
- I Consejo Presidencial Andino / 22-23 de mayo de 1990.  Machu Picchu
- II Consejo Presidencial Andino / 28 de julio de 1990.  Lima
- III Consejo Presidencial Andino / 7 de agosto de 1990.  Bogotá
- IV Consejo Presidencial Andino / 29 y 30 de noviembre de 1990.  La Paz
- V Consejo Presidencial Andino / 17-18 de mayo de 1991.   Caracas
- VI Consejo Presidencial Andino / 3-5 de diciembre de 1991.  Cartagena de Indias
- VII Consejo Presidencial Andino /  de septiembre de 1995.   Quito
- VIII Consejo Presidencial Andino / 10 de marzo de 1996.  Trujillo
- IX Consejo Presidencial Andino / 22 de abril de 1997,  Sucre
- X Consejo Presidencial Andino / 4 y 5 de abril de 1998.  Guayaquil
- XI Consejo Presidencial Andino / 27 de mayo de 1999.  Cartagena de Indias
- XII Consejo Presidencial Andino / 9 y 10 de junio de 2000.  Lima
- XIII Consejo Presidencial Andino / 24 de junio de 2001.   Valencia
- Declaración de Machu Picchu sobre la Democracia, los Derechos de los Pueblos Indígenas y la Lucha contra la Pobreza / 28-29 de julio de 2001.   Machu Picchu
- Reunión Extraordinaria del Consejo Presidencial Andino / 30 de enero de 2002.  Santa Cruz de la Sierra
- XIV Consejo Presidencial Andino / 28 de junio de 2003.  Recinto Quirama
- XV Consejo Presidencial Andino / 12 de julio de 2004.  San Francisco de Quito
- Reunión Extraordinaria del Consejo Presidencial Andino / 7 de diciembre de 2004.  Cusco
- XVI Consejo Presidencial Andino / 18 de julio de 2005.  Lima
- Reunión Extraordinaria del Consejo Presidencial Andino / 13 de junio de 2006,  Quito
- XVII Reunión del Consejo Presidencial Andino / 14 de junio de 2007,  Tarija
- Reunión Extraordinaria de los Presidentes andinos / 14 de octubre de 2008, Guayaquil, Ecuador
- XVIII Reunión del Consejo Presidencial Andino / 28 de julio de 2011,  Lima
- Reunión Extraordinaria de los Presidentes andinos / 8 de noviembre de 2011,  Bogotá
- XIX Cumbre Presidencial Andina / 26 de mayo de 2019,  Lima
- XX Consejo Presidencial Andino / 8 de julio de 2020, Reunión Virtual
- XXI Consejo Presidencial Andino / 17 de julio de 2021,  Bogotá
- XXII Consejo Presidencial Andino / 29 de agosto de 2022,  Lima

## Presidente del Consejo Presidencial Andino
- Jeanine Áñez Chávez (2019-2020)
- Iván Duque Márquez (2020-2021)
- Guillermo Lasso (2021-2022)
- Pedro Castillo (2022)
- Dina Boluarte (2022-2023)
- Luis Arce (2023-2024)
- Gustavo Petro (Desde 2024)

## Jefes de Estado miembros

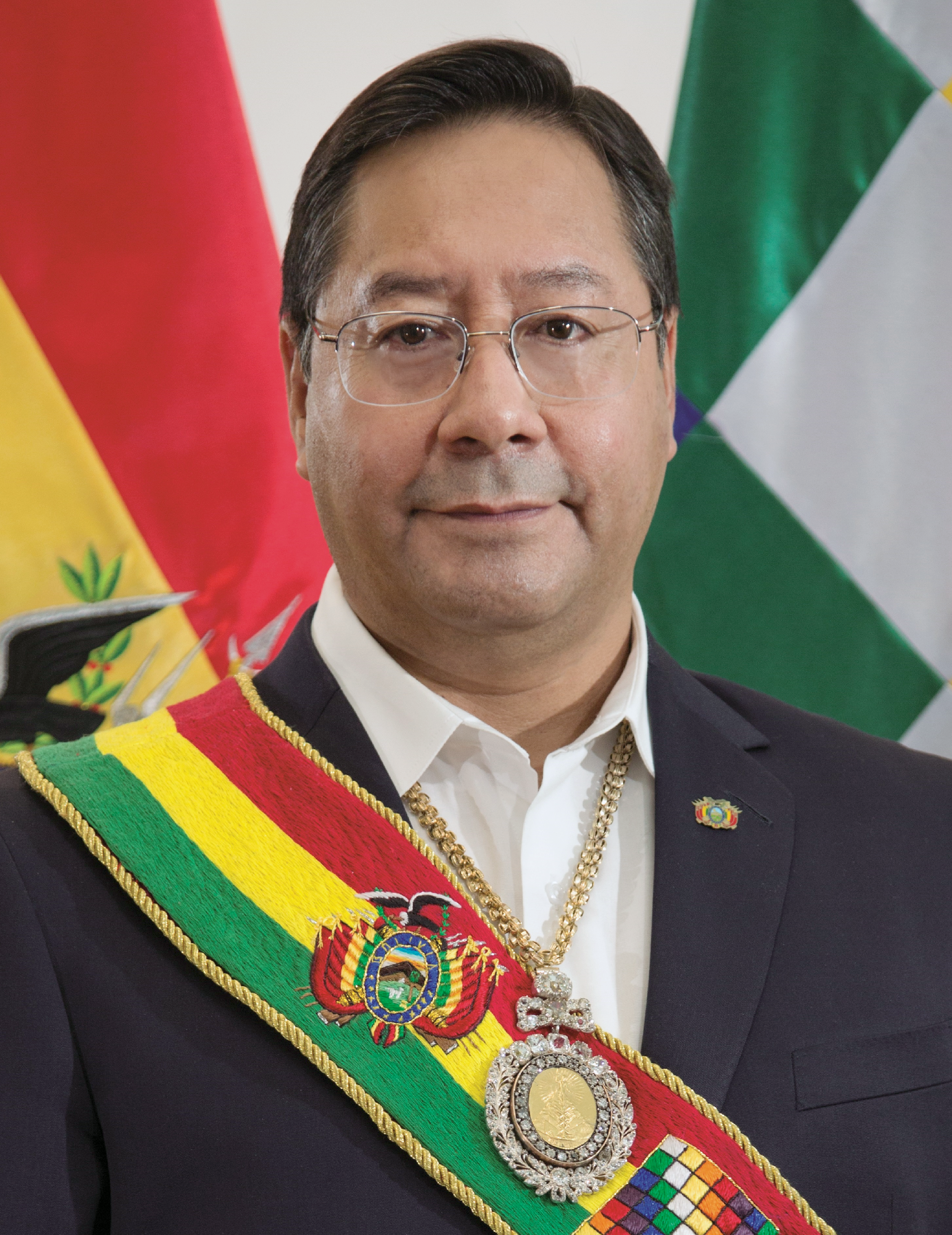
Presidente de Bolivia Luis Arce
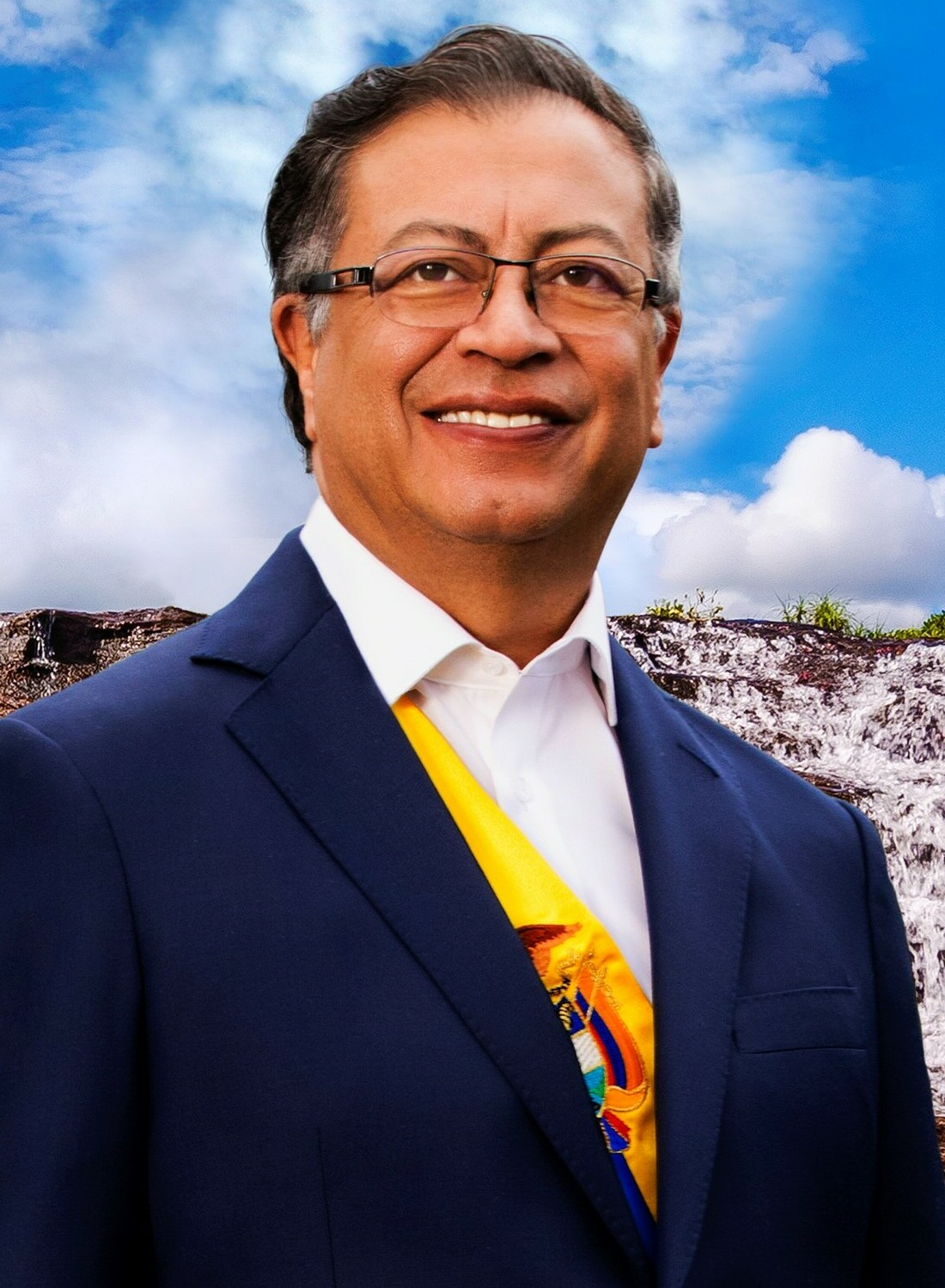
Presidente de Colombia Gustavo Petro Presidencia Pro Témpore de la Comunidad Andina (2024-2025)
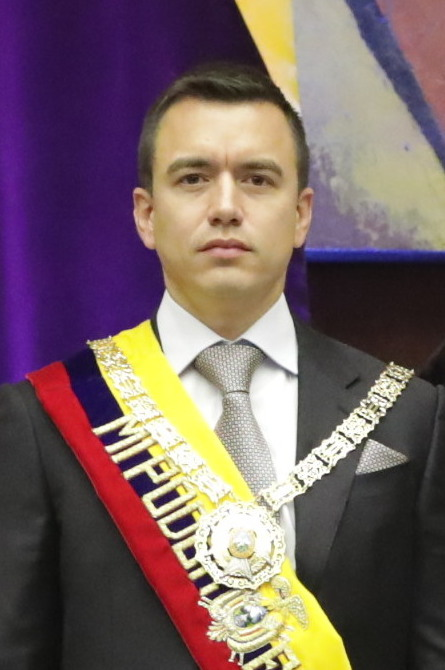
Presidente de Ecuador Daniel Noboa
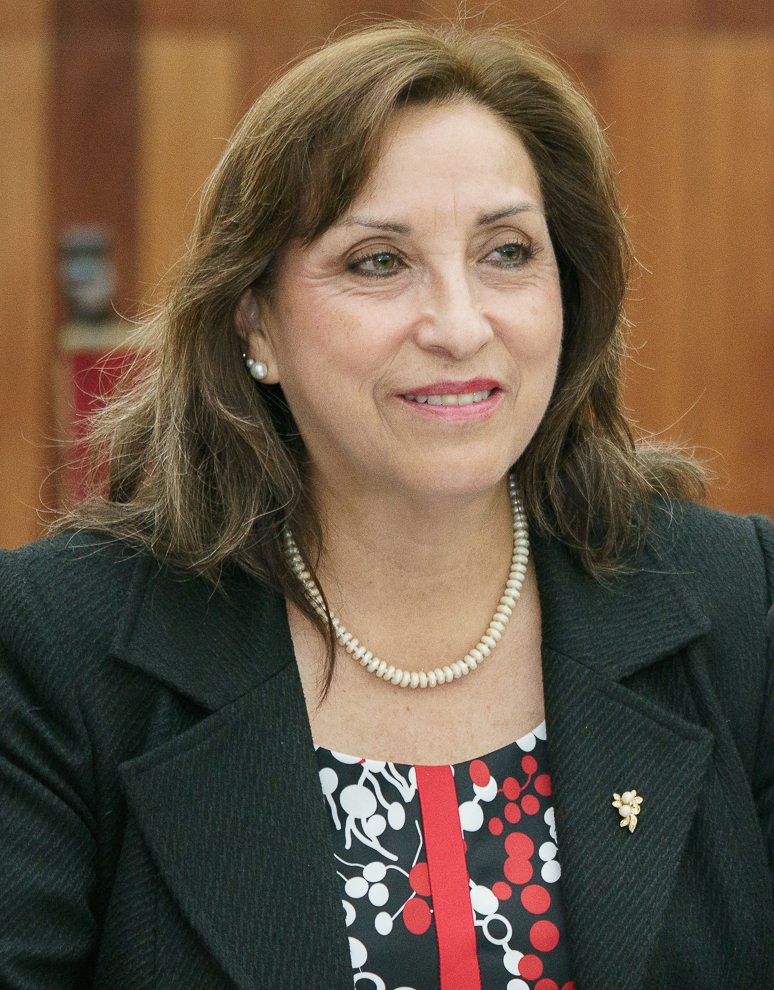
Presidenta del Perú Dina Boluarte